# (5316) Filatov
(5316) Filatov (1982 UB7) – planetoida z pasa głównego asteroid okrążająca Słońce w ciągu 5,62 lat w średniej odległości 3,16 au Odkryta 21 października 1982 roku.